# Summit Pass, British Columbia
Summit Pass är ett bergspass i Kanada.   Det ligger i provinsen British Columbia, i den centrala delen av landet, 3 600 km väster om huvudstaden Ottawa. Summit Pass ligger 1 483 meter över havet. Det ligger vid sjön Summit Lake.
Terrängen runt Summit Pass är huvudsakligen kuperad, men norrut är den bergig. Trakten runt Summit Pass är nära nog obefolkad, med mindre än två invånare per kvadratkilometer..
Trakten runt Summit Pass består i huvudsak av gräsmarker.